# Fundacionismo

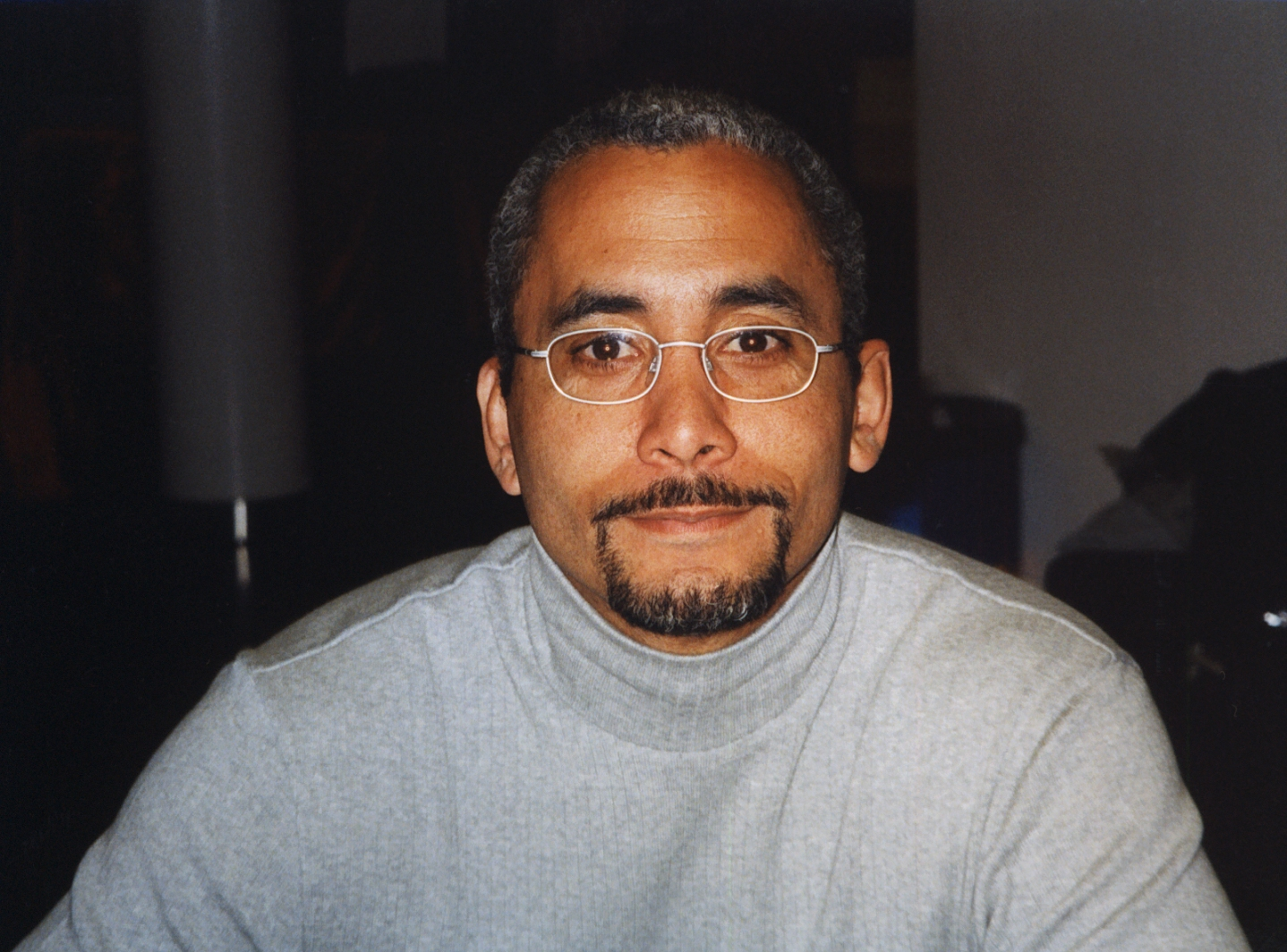
En la serie, el Dr. Stephen Franklin interpretado por Richard Biggs era fundacionista.

El Fundacionismo es una religión ficticia inventada por J. Michael Straczynski para su serie de ciencia ficción Babylon 5. Esta religión recibe su nombre como homenaje a las novelas de la Saga de la Fundación escritas por Isaac Asimov, aunque ahí acaba la relación.
El Fundacionismo surgió a raíz del contacto con las especies alienígenas, y en un principio buscaba aunar todas las religiones humanas frente a las alienígenas. La creencia principal de la Iglesia Fundacionista es que Dios es demasiado vasto para definirlo, y cuanto más se intenta explicarlo, más se aleja uno de entenderlo realmente. Los fundacionistas buscan las bases, las creencias fundacionales de todas las religiones terrestres, y ven lo que tienen en común. Y según el Dr. Franklin “tienen en común mucho más de lo que parece. Es cuando la política, el dinero y los nacionalismos se entrometen cuando las cosas se complican”.
Se sabe que hay una Iglesia Fundacionista y que tiene sacerdotes, pero más allá de esto y sus creencias básicas, la serie no entra en demasiados detalles sobre el sistema de creencias, la estructura organizacional de su Iglesia, o sus ritos, si es que los tiene.

## El Paseo
La única excepción es “El Paseo”, que sí se describió en detalle. Es una costumbre que la Iglesia Fundacionista adoptó de los aborígenes australianos. La idea es que uno puede llegar a perderse a uno mismo en el transcurso de su vida diaria. Poco a poco, uno deja que otras cosas empiecen a definirlo y se distancia de las que conforman su verdadera identidad, hasta que un día, en una intersección, una parte gira en un sentido y otra parte, la parte verdaderamente importante, va por otro camino (metafóricamente hablando).
Para solucionarlo, uno debe dejar todo atrás y ponerse a caminar en línea recta, sin objetivo ni propósito más allá de simplemente caminar, hasta encontrar la parte perdida de uno mismo. Entonces, debe sentarse a hablar con uno mismo, hablar hasta quedarse sin palabras, ya que las cosas más importantes se dicen sin palabras, y cuando la conversación ha terminado, levantarse completo de nuevo.

## Fundacionistas destacados
Uno de los protagonistas principales de la serie, el Dr. Stephen Franklin, es fundacionista, así como Trace Miller de Crusade.